# Akaki Sanadze
Pas d'image ? Cliquez ici

a Compétitions nationales et continentales officielles uniquement.

b Matchs officiels uniquement.
Dernière mise à jour le 11 novembre 2021.
Akaki Sanadze (en géorgien : აკაკი სანაძე et phonétiquement en français : Akaki Sanadzé), né le 14 mars 1982, est un joueur de rugby à XV, évoluant au poste de pilier (1,74 m pour 110 kg).  

## Carrière

### En club
- RC Locomotive Tbilissi  Géorgie
- RC Chalon-Sur-Saône (Fédérale 1)  France

### Équipe nationale
Akaki Sanadze a connu sa unique sélection le 6 novembre 2004 contre l'équipe du Chili.

## Palmarès

### Équipe nationale
- 1 sélection